# Илия Кожухаров
Илия Иванов Кожухаров е български юрист и политик.

## Биография
Илия Кожухаров е роден на 13 ноември 1893 г. в Габрово. Неговият баща Иван Илиев Кожухаров е свещеник и учител, а сестра му Стефана Богдан Генчева е дългогодишна председателка на Женско благотворително дружество „Майчина грижа“ – Габрово (Дружество „Майчина грижа“ - Габрово). През 1912 г. той завършва Априловската гимназия. После следва право в град Екс-ан-Прованс във Франция. Прекъсва обучението си, за да се включи в Балканската и Междусъюзническата война. В тях се сражава в 23-ти пехотен Шипченски полк и батареята на Шуменския крепостен батальон. След Междусъюзническата война се връща към студентската скамейка и в 1915 г. завършва право и държавни науки в Софийския университет. В Първата световна война участва като войник в Шуменския батальон. През 1916 г.е школник в ШЗО, а през 1916 – 1918 г. – офицерски кандидат при флота във Варна. През 1919 – 1920 г. е съдебен кандидат в Търновския окръжен съд. После до 1921 г. е помощник мирови съдия в Габрово. През 1921 – 1922 г. Ил. Кожухаров е съдия в Берковица, Велико и Габрово и член е на Търновския окръжен съд. През 1923 г. е избран за общински съветник в Габрово от Демократическия блок. Два мандата е кмет на родния си град – първият от 1923 до 1932 г. след който в периода 1932 – 1934 г. той работи като адвокат в Габрово. и отново е кмет на Габрово в 1934 – 1935 г. 
Като кмет на Габрово Работи енергично за благоустрояването на града, стопанското и културно развитие, подобряване хигиената, здравеопазването и социалните грижи. При неговото управление е поставена статуята на Рачо Ковача в река Янтра в центъра на Габрово, построени са покрит пазар, Халите, градската баня. Открити са Паметникът свободата на връх Шипка, Втора прогимназия „Неофит Рилски“, Земеделското училище, Водноелектрическата централа „Грамадата“, общинска аптека, назначен е общински лекар и е обзаведена амбулатория. Един от главните организатори на празниците и тържествата по случай юбилейни дати от живота на Васил Априлов. По случай тържествата за 50-ата годишнина от завършване първия випуск на Априловската гимназия, Илия Кожухаров произнася реч и обявява решението на Общинския съвет, че Райчо Каролев е обявен за почетен гражданин на Габрово. Негова е заслугата паметникът на Васил Априлов да бъде изработен и монтиран през Априловската гимназия в Габрово. Осигурява средства, отива на свои разноски до Рим, за да ускори скулптурната работа. Негова е заслугата всичките опълченци от I, II, III, IV, V, VI, I Х и Х дружина и от конната сотня, участвали в боевете на връх Шипка да бъдат обявени за почетни граждани на Габрово през 1922 година.
През 1935 – 1938 г. е главен секретар на Министерството на вътрешните работи и народното здраве. През 1938 година е назначен за министър на правосъдието, привлечен на този пост не като партиен член, а като независим експерт в областта. През 1938 – 1939 е министър на търговията, промишлеността и труда. Като такъв на 6 август 1939 г. идва в Габрово за тържественото откриване бюст-паметника на Иван Калпазанов в двора на фабриката, по случай 50 години от кончината на родоначалника на модерната индустрия в Габрово и в Новоосвободеното княжество България. Министър Кожухаров произнася реч, заедно с първия директор на предприятието Кольо Карагьозов. В периода 1939 – 1948 година е адвокат в София.
На 12 май 1941 е назначен за първи областен управител на възвърнатата в границите на България Беломорска област със седалище в Ксанти. До 20 октомври за месеците които заема поста успешно се справя с развитието на този изостанал край и с Драмското въстание. От зимата на 1941 до 1948 е адвокат в София, на поста Беломорски областен управител е наследен временно от о.з. генерала от авиацията ген. м-р Христо Герджиков (до ок.20.I.1942), след който идва титуляра д-р Стефан Клечков.
Комунистическата власт установена след деветосептемврийският преврат и окупацията на България в 1944 го репресира – от 1949 до 1951 година е интерниран в град Левски, след това до 1954 година е затворен в концлагера Белене и доживотно му е отнета възможността да упражнява професията си на адвокат. От 1956 до 1965 г., когато се пенсионира, управлява почивната станция на Синода „Момин проход“.
Кожухаров надживява т.нар. „диктатура на пролетариата“. Обявен е приживе за Почетен гражданин на Габрово с Решение по протокол № 13 от 1993 г. Умира на 100 години на 12 юни 1994 г. в София. Погребан е тържествено в родния си град Габрово.